# 斯蒂芬·帕卡德
斯蒂芬·帕卡德（1943年—）是一位美国作家、保育運動活动家和生态学家。